# مرکز آموزش کمین
مرکز آموزش کمین یک منطقهٔ مسکونی در ایران است که در دهستان کمین واقع شده‌است. مرکز آموزش کمین ۱۳۹ نفر جمعیت دارد.